# Nototriche pusilla
Nototriche pusilla är en malvaväxtart som beskrevs av Arthur William Hill. Nototriche pusilla ingår i släktet Nototriche och familjen malvaväxter. Inga underarter finns listade i Catalogue of Life.